# Bevantolol
O Bevantolol  é um beta bloqueador misto que atua sobre os receptores beta1 adrenérgicos, (cardioseletivo), mas também bloqueia os receptores alfa. Verificou-se não ter efeito deletério na doença pulmonar obstrutiva crónica. Esta molécula tem uma marcada ação sobre os canais de cálcio do tipo L (sensíveis à ação das catecolaminas) pelo que o seu efeito como bloqueador destes canais é mais evidente quando comparado com os outros beta bloqueadores.